# William Collazo
William Collazo, född den 31 augusti 1986, är en kubansk friidrottare som tävlar i kortdistanslöpning.
Collazos första internationella mästerskap blev VM 2007 där han blev utslagen i semifinalen på 400 meter. Samma öde gick han till mötes både vid Olympiska sommarspelen 2008 och vid VM 2009. Sin första internationella medalj vann han vid inomhus-VM 2010 då han blev silvermedaljör bakom Christopher Brown.

## Personliga rekord
- 400 meter - 44,93 från 2009